# Crew Exploration Vehicle
| Crew Exploration Vehicle | Crew Exploration Vehicle                                      |
| ------------------------ | ------------------------------------------------------------- |
| Orion Logo               |                                                               |
| Beschreibung             |                                                               |
| Verwendung:              | Erd- / Mond- / Marsorbit                                      |
| Trägerrakete:            | Ares I (Mondfähre Altair mit Ares V)                          |
| Besatzung:               | bis zu 4 Personen                                             |
| Erstflug:                | 28. Oktober 2009 (unbemannte Attrappe, suborbital)            |
| Status:                  | umgeformt in Orion-CEV-Projekt, danach zum Orion-MPCV-Projekt |
| Einsatzgebiet:           | Personentransport zur ISS, dem Mond und evtl. dem Mars        |
| Abmessungen              |                                                               |
| Höhe:                    | ≈ 3,3 m                                                       |
| Durchmesser:             | ≈ 5 m                                                         |
| Volumen unter Druck:     | 19,55 m³ (≈3× Apollo)                                         |
| Massen                   |                                                               |
| Rettungssystem (LAS):    | 7.062 kg                                                      |
| Crewmodul (CM):          | 8.913 kg (Mond) / 9.706 kg (ISS)                              |
| Servicemodul (SM):       | 12.336 kg (Mond) / 8.807 (ISS)                                |
| Raketenadapter:          | 1.639 kg                                                      |
| Gesamt:                  | 29.950 kg (Mond) / 27.214 kg (ISS)                            |
| Triebwerke               |                                                               |
| Rettungssystem           | Rettungsrakete                                                |
| Servicemodul (N2O4/MMH)  | 27 kN (OMS des Shuttle) Backup: 8*0,4 kN (von ATV)            |
| Orion CEV Design 2009    |                                                               |
| Orion CEV Design 2009    |                                                               |

Das Crew Exploration Vehicle (englisch sinngemäß etwa „Bemanntes Forschungsfahrzeug“, abgekürzt CEV) war der ursprüngliche Name für das Orion-MPCV-Raumschiff der NASA. Ein Jahr nach der Columbia-Katastrophe, die sich 2003 ereignete, verkündete US-Präsident George W. Bush das CEV-Projekt als Nachfolger des Space Shuttles. Das Entwicklungsprogramm benannte er Vision for Space Exploration, das 2007 in Constellation-Programm umbenannt wurde. Das Ziel war zum Mond zurückzukehren, dort eine Mondbasis zu errichten und eventuell eines Tages auch zum Mars zu fliegen. Im August 2006 wurde bekannt gegeben, dass Lockheed Martin der Hersteller werden soll. 2007 wurde das Raumschiff in Orion CEV umbenannt. Unter US-Präsident Barack Obama wurde das Constellation-Programm 2010 gestrichen, 2011 jedoch wurde das Raumschiff unter seinem heutigen Namen „Orion MPCV“ wieder zu planen begonnen. Das wiederaufgenommene Programm wurde nach dem Raumschiff in „Orion-Programm“ umbenannt. Obwohl es als Orion CEV schon im Rahmen des Ares I-X-Testfluges als unbemannte Attrappe geflogen ist, absolvierte das Raumschiff seinen ersten richtigen Testflug als Orion MPCV unter der Mission Orion EFT-1 im Dezember 2014.